# Consumo autônomo
O consumo autônomo (também consumo exógeno) é o gasto de consumo que ocorre quando os níveis de renda são zero. Tal consumo é considerado autônomo de renda apenas quando os gastos com esses bens não variam com as mudanças na renda; geralmente, pode ser necessário financiar necessidades e obrigações de dívida. Se os níveis de renda são realmente zero, esse consumo conta como despoupança, porque é financiado por empréstimo ou uso de poupança. O consumo autônomo contrasta com o consumo induzido, na medida em que não flutua sistematicamente com a renda, enquanto o consumo induzido o faz. Os dois estão relacionados, para todas as famílias, através da função de consumo: 
{\displaystyle C=c_{0}+c_{1}Y_{d}}
Onde:
- C = consumo total
- c0 = consumo autônomo (c 0 > 0),
- c1 = a propensão marginal a consumir (o gradiente de consumo induzido) (0 < c 1 <1), e
- Yd = rendimento disponível (rendimento após impostos, benefícios e transferências governamentais).